# Elżbieta Rączy
Elżbieta Rączy – polska historyczka, doktor habilitowany nauk humanistycznych, pracownica Instytutu Pamięci Narodowej.

## Życiorys
28 czerwca 1993 roku ukończyła studia historyczne broniąc pracę pt. Żydzi w Krośnie w okresie międzywojennym napisaną pod kierunkiem Ewy Orlof. W latach 1996–2000 pełniła funkcję asystenta w Zakładzie Historii Powszechnej 1918-1945 Instytutu Historii tejże uczelni, zaś w latach 2000-2003 na tym samym stanowisku w Uniwersytecie Rzeszowskim. Od grudnia 2000 do czerwca 2004 roku pracowała w Biurze Informacji Publicznej Instytutu Pamięci Narodowej w Rzeszowie.
23 stycznia 2003 roku nadano jej stopień doktora nauk humanistycznych w zakresie historii na podstawie rozprawy pt. Zagłada Żydowskiej ludności Holandii w KL Auschwitz-Birkenau w latach 1942-1945, której promotorem była Ewa Orlof. W tymże roku zatrudniono ją na stanowisku adiunkta w Zakładzie Historii Powszechnej 1918-1945 Instytutu Historii Uniwersytetu Rzeszowskiego. Od lipca 2004 do 2008 roku pracowała w Biurze Udostępnienia i Archiwizacji Dokumentów w rzeszowskim IPN, a od 2009 roku w Biurze Edukacji Publicznej tejże instytucji.
16 kwietnia 2015 roku habilitowała się w dziedzinie nauk humanistycznych, w dyscyplinie historia. Jej pracą habilitacyjną była Zagłada żydów w dystrykcie krakowskim w latach 1939-1945.

## Główne publikacje

### Autorskie
- Ludność żydowska w Krośnie do 1919 roku, Muzeum Rzemiosła, Krosno 1995
- Ludność żydowska w Krośnie w latach 1919–1939, Muzeum Rzemiosła, Krosno 1997
- Ludność żydowska w Krośnie 1939–1946, Muzeum Rzemiosła, Krosno 1999
- Zagłada Żydów na Rzeszowszczyźnie. Album pamięci (z Igorem Witowiczem), Instytut Pamięci Narodowej, Rzeszów 2004
- Pomoc Polaków dla ludności żydowskiej na Rzeszowszczyźnie 1939–1945, IPN, Rzeszów 2008[3]
- Polacy ratujący Żydów na Rzeszowszczyźnie w latach 1939–1945 = Poles rescuing Jews in the Rzeszów Region in the years 1939–1945 (z Igorem Witowiczem), IPN, Rzeszów 2011
- Zagłada żydowskiej ludności Holandii w KL Auschwitz-Birkenau w latach 1942–1945, Exemplum, Poznań 2013
- Zagłada Żydów w dystrykcie krakowskim w latach 1939–1945, IPN, Rzeszów 2014
- Dzieje społeczności żydowskiej powiatu gorlickiego podczas okupacji niemieckiej 1939–1945 (z Michałem Kaliszem), IPN, Rzeszów 2015

### Edycje i redakcje
- Z dziejów polsko-żydowskich w XX wieku (z Edytą Czop), IPN, Rzeszów 2009
- Franciszek Banaś, Moje wspomnienia (z Michałem Kaliszem), IPN, Rzeszów 2009
- Jafa Wallach, Gorzka wolność. Wspomnienia ocalonej z Holocaustu, IPN, Rzeszów 2012
- Materiały źródłowe do dziejów Żydów w Rzeszowie w czasie niemieckiej okupacji (z Wacławem Wierzbieńcem i Grzegorzem Zamoyskim), Wydawnictwo Uniwersytetu Rzeszowskiego, Rzeszów 2016
- Dokumenty i relacje o pomocy udzielanej Żydom przez Polaków w latach 1939–1945 i Polakom przez Żydów w latach 1946–1949. Wybór dokumentów z akt Wydziału Opieki Społecznej Centralnego Komitetu Żydów w Polsce, IPN, Rzeszów 2025

### Wybrane artykuły
- Polskie Państwo Podziemne na Rzeszowszczyźnie – stan badań i postulaty badawcze (z Piotrem Chmielowcem), „Pamięć i Sprawiedliwość” 2 (2002), s. 121–137
- Negatywne postawy mieszkańców powiatu przemyskiego podczas niemieckiej okupacji w świetle powojennych procesów, [w:] Miasta i ludzie. Sacrum i profanum. Studia z dziejów społecznych i gospodarczych dedykowane Profesorowi Jerzemu Motylewiczowi, red. Paweł Grata i Beata Lorens, Rzeszów 2013, s. 265–279
- Historiografia polska przełomu XX/XXI stulecia wobec Zagłady Żydów oraz stosunków polsko-żydowskich. Zarys problematyki, „Białostockie Teki Historyczne” 15 (2017), s. 249–268
- Losy żydowskich lekarzy w okupowanej przez Niemców Polsce w świetle relacji z Yad Vashem i Żydowskiego Instytutu Historycznego, [w:] Elity i przedstawiciele społeczności żydowskiej podczas II wojny światowej, red. Martyna Grądzka-Rejak i Aleksandra Namysło, IPN, Kraków 2017, s. 309–323
- Znaczenie dokumentacji sądowej w badaniach nad stosunkami polsko-żydowskimi w czasie II wojny światowej na przykładzie regionu podkarpackiego, „Humanities and Social Sciences” 25/3 (2018), s. 277–285
- Postawy Polaków wobec Żydów w Generalnym Gubernatorstwie na wybranych przykładach, „Polityka i Społeczeństwo” 17/1 (2019), s. 103–114
- Stosunki polsko-żydowskie we wschodniej części dystryktu krakowskiego2 w latach 1942–1944/1945. Kilka uwag o stanie badań i jego przyczynach, „UR Journal of Humanities and Social Sciences” 14/1 (2020), s. 117–127

## Odznaczenia
- Srebrny Krzyż Zasługi (2016)[4]
- Odznaka honorowa „Zasłużony dla Województwa Podkarpackiego” (2018)[5]